# 青木宣純
青木 宣純（あおき のぶずみ、安政6年5月19日（1859年6月19日） - 大正13年（1924年）12月12日）は、日本の陸軍軍人。最終階級は陸軍中将。最も初期の「支那通軍人」。通算13年の中国生活を送った。

## 経歴
佐土原藩士・青木新蔵の長男として生れる。陸軍幼年学校を経て、明治10年（1877年）5月、陸軍士官学校に入学。明治12年（1879年）12月、砲兵少尉に任官し、翌年12月、陸士（旧3期）を卒業。
明治14年（1881年）4月、山砲兵第2大隊付となり、陸士教官、参謀本部出仕などを経て、明治17年（1884年）10月から同20年（1887年）12月、清国差遣となり、広東、北京に駐在。明治21年（1888年）3月、近衛砲兵連隊付となり、陸士教官、参謀本部第2局員、ベルギー留学などを経て、明治27年（1894年）8月、第1軍参謀に発令され、翌月から明治28年（1895年）5月まで日清戦争に出征した。
明治28年（1895年）5月、参謀本部第2局員に就任し、明治30年（1897年）10月から同33年（1900年）3月まで清国公使館付となる。袁世凱の要請で、新建陸軍の軍事顧問として、軍の指導、育成にあたった。帰国後、参謀本部付となり、第5師団司令部付、清国公使館付、参謀本部員を歴任し、明治35年（1902年）12月、砲兵大佐に昇進し野戦砲兵第14連隊長に就任。明治36年（1903年）11月、清国公使館付となった。この頃、京師警務学堂に勤めていた漢学者の中島竦と知り合い、後に蒙古研究の編纂を依頼している。
日露戦争では、明治37年（1904年）7月に満洲軍総司令部付として北京に駐在し、配下に特別任務班と呼ばれる組織を従え、馬賊使用や鉄道・電線破壊工作に従事した。明治38年（1905年）1月、清国公使館付となり、明治40年（1907年）11月、陸軍少将、さらに大正2年（1913年）8月、陸軍中将に進み旅順要塞司令官に就任した。
大正4年（1915年）12月、参謀本部付となり、大正6年（1917年）1月から同12年（1923年）1月まで北京政府応聘として黎元洪の軍事顧問を務めた。この間、大正8年（1918年）8月、予備役編入、大正10年（1921年）4月、後備役となった。

## 栄典
位階
- 1884年（明治17年）7月8日 - 従七位[5]
- 1891年（明治24年）7月6日 - 正七位[6]
- 1894年（明治27年）12月5日 - 従六位[7]
- 1903年（明治36年）3月30日 - 従五位[8]
- 1907年（明治40年）12月27日 - 正五位[9]
- 1913年（大正2年）1月30日 - 従四位[10]
- 1918年（大正7年）2月28日 - 正四位[11]

勲章等
- 1889年（明治22年）11月29日 - 大日本帝国憲法発布記念章[12]
- 1893年（明治26年）11月29日 - 勲六等瑞宝章[13]
- 1895年（明治28年）
  - 10月18日 - 単光旭日章・功四級金鵄勲章[14]
  - 11月18日 - 明治二十七八年従軍記章[15]
- 1897年（明治30年）11月25日 - 勲五等瑞宝章[16]
- 1901年（明治34年）10月1日 - 勲四等旭日小綬章・功三級金鵄勲章[17]
- 1902年（明治35年）5月10日 - 明治三十三年従軍記章[18]
- 1906年（明治39年）4月1日 - 功二級金鵄勲章・旭日中綬章・明治三十七八年従軍記章[19]
- 1914年（大正3年）5月16日 - 勲二等瑞宝章[20]
- 1915年（大正4年）11月10日 - 大礼記念章（大正）[21]
- 1918年（大正7年）9月29日 - 勲一等瑞宝章[22]
- 1924年（大正13年）12月12日 - 勲一等旭日大綬章[23]

外国勲章佩用允許
- 1899年（明治32年）7月4日 - 大清帝国：第三等第一双竜宝星[24]
- 1915年（大正4年）12月26日 - ロシア帝国：神聖アンナ第一等勲章[25]

## 人物
- 日清戦争後は、先述のように袁世凱の軍事顧問（新建陸軍の指導）をしており、袁からの信用が高かった。日露戦争に際して袁の対日協力を引き出したのは青木の力によるところが大きい。[要出典]
- 伝記に佐藤垢石『青木宣純 - 謀略将軍』（墨水書房、1943年） がある[1]。

## 親族
- 娘婿 磯谷廉介（陸軍中将）[1]